# Handroanthus spongiosus
Handroanthus spongiosus é uma espécie de árvore do gênero Handroanthus.